# Mundo Livre

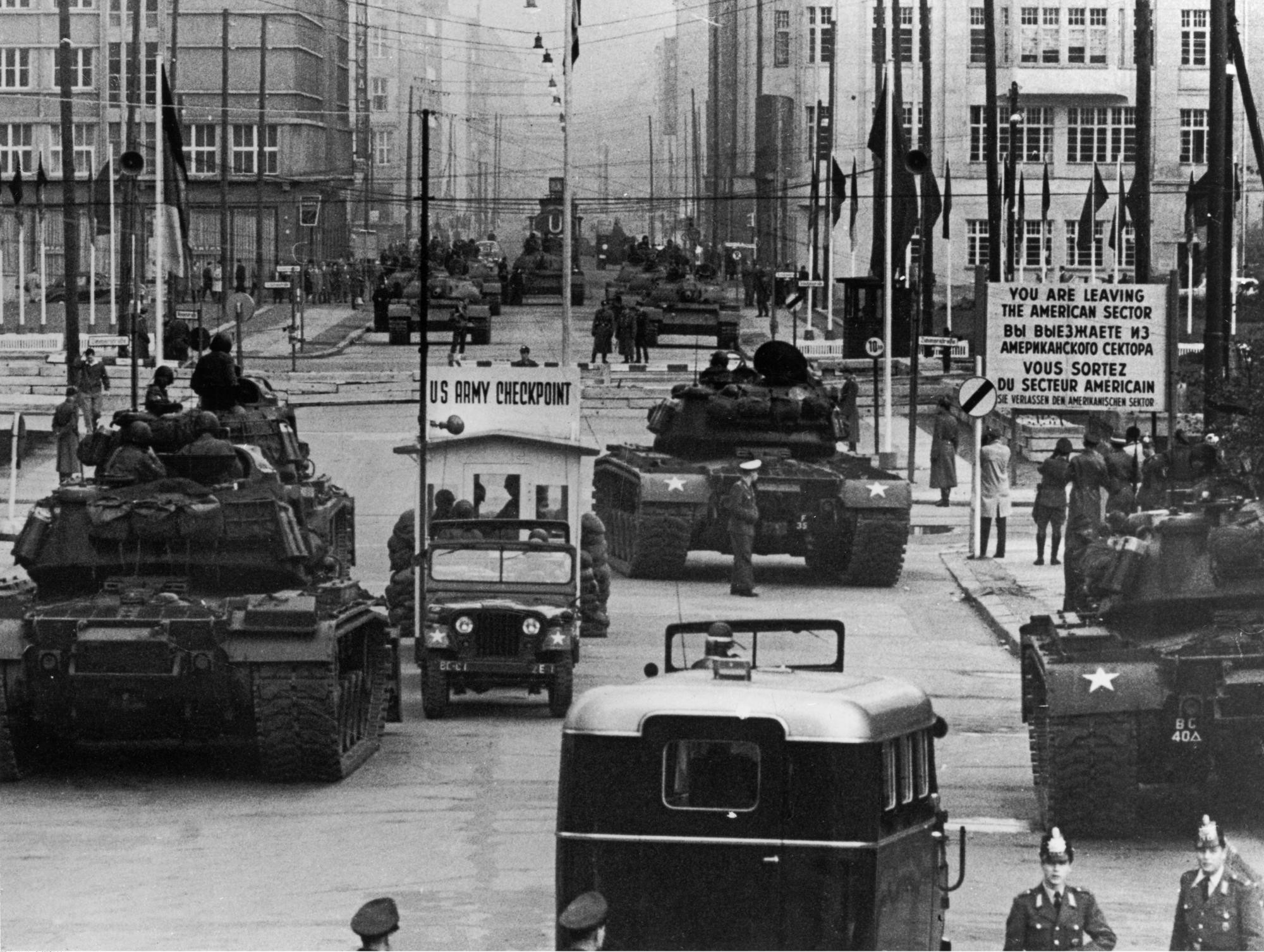
Tanques do Exército dos EUA enfrentam blindados soviéticos no Checkpoint Charlie, em Berlim, em outubro de 1961. Este posto de controle era o ponto mais avançado do "Mundo Livre" diante da Cortina de Ferro.

Mundo Livre é um termo da Era da Guerra Fria muitas vezes usado para descrever os Estados que não estavam sob o domínio da União Soviética, seus aliados do Leste Europeu, China, Vietnã, Cuba e outras nações comunistas. O termo geralmente se refere aos Estados Unidos, Canadá, Europa Ocidental, como Reino Unido, França e Alemanha Ocidental (todos membros da OTAN). Além disso, foram incluídos Estados anticomunistas da Commonwealth britânica, Japão, Israel, Índia e Estados antidemocráticos e anticomunistas como a Espanha sob o governo de Francisco Franco, África do Sul sob o Apartheid, a Grécia sob uma junta militar entre 1967-1974 e Taiwan sob o regime de Chiang Kai-Shek. Mas em muitas vezes se refere aos países do Primeiro Mundo.[carece de fontes?]

## Uso noséculo XXI
"Mundo Livre" teve suas origens na Guerra Fria, a frase ainda é usada ocasionalmente após o fim da Guerra Fria e durante a Guerra Global contra o Terrorismo. Samuel P. Huntington diz que o termo foi substituído pelo conceito de comunidade internacional, que, ele argumenta, "se tornou o nome coletivo eufemístico (substituindo "o Mundo Livre") para dar legitimidade global a ações que refletem os interesses dos Estados Unidos e de outras potências ocidentais".

## "Líder do Mundo Livre"

### Alemanha

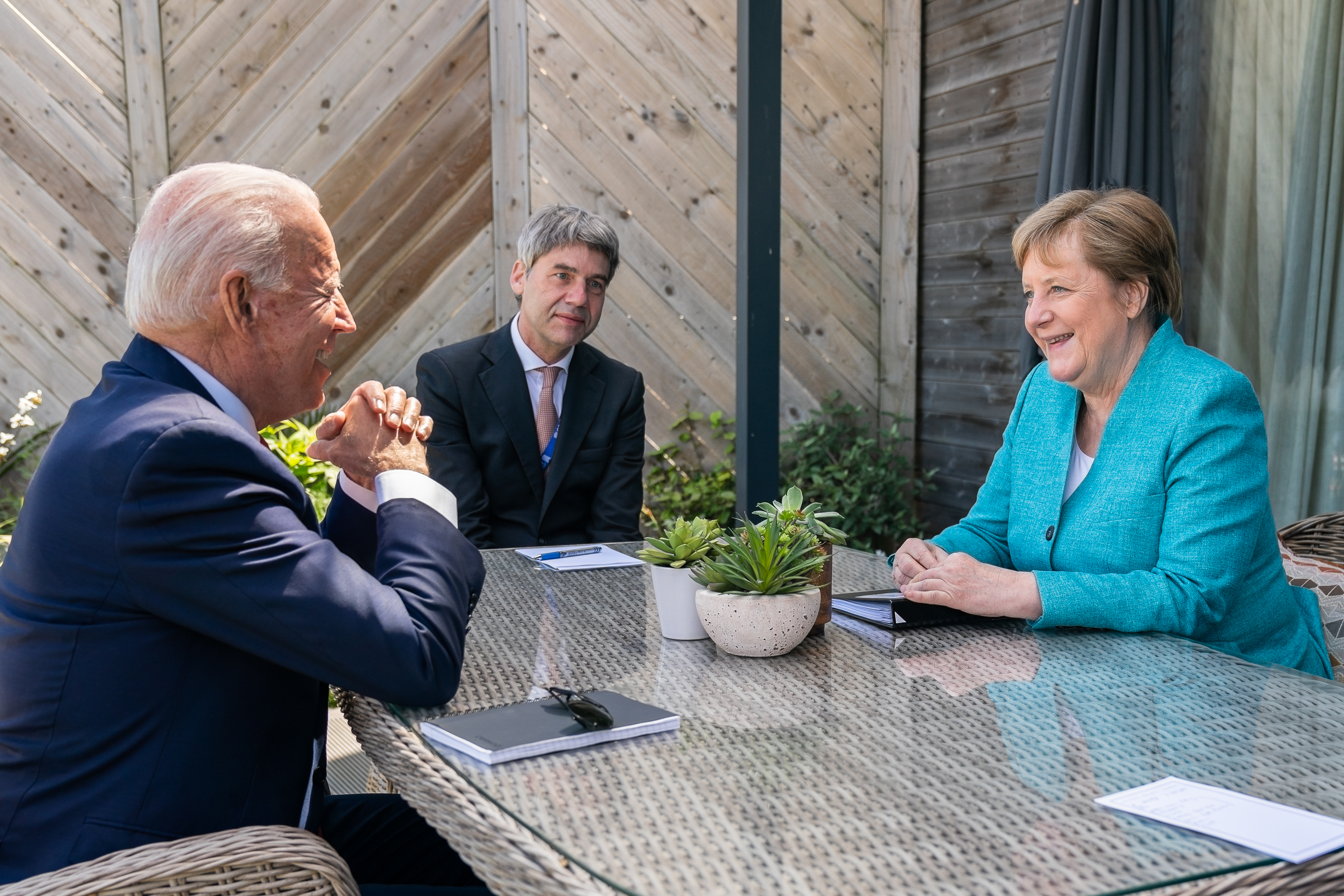
O presidente estadunidense, Joe Biden, em conversa com a chanceler alemã, Angela Merkel, durante encontro do G7 em junho de 2021, na Inglaterra.

Em 2015, quando a Time escolheu a chanceler alemã, Angela Merkel, como a "Pessoa do Ano", a revista estadunidense a descreveu como a "líder mais poderosa da Europa" e a "chanceler do mundo livre". Após a eleição de Donald Trump para a presidência dos Estados Unidos, em novembro de 2016, o jornal New York Times chamou Merkel de "a última defensora do Ocidente liberal", e alguns a chamaram de "a próxima líder do mundo livre". A própria Merkel rejeitou a ideia como absurda. Um artigo de James Rubin no Politico, sobre uma reunião na Casa Branca entre Merkel e Trump foi, ironicamente intitulado "A Líder do Mundo Livre encontra Donald Trump".
Jagoda Marinić, escrevendo para o New York Times, observou que "Barack Obama praticamente passou o manto de 'líder do mundo livre' para Merkel (e não para Trump), e muitos alemães se sentem fortalecidos por essa nova responsabilidade "e que a Alemanha" está começando a entender seu papel na defesa da democracia liberal em um mundo que está se tornando cada vez mais autoritário".

### Estados Unidos
O "Líder do Mundo Livre" é um coloquialismo, originalmente usado durante a Guerra Fria, para descrever tanto os Estados Unidos quanto seu presidente. O termo quando usado neste contexto sugere que os Estados Unidos são a principal superpotência democrática da época, e seu presidente por extensão é o líder de todos os Estados democráticos do mundo, ou seja, do "mundo livre". Essa ideia começou entre 1947 e 1950. Foi muito usado na política externa dos Estados Unidos até a dissolução da União Soviética em 1991.

Mas lembre-se, temos diferenças com nossos aliados em todo o mundo. São diferenças familiares, e às vezes são agudas, mas, em geral, a razão que nos chamam no "mundo livre" é porque cada nação quer permanecer independente sob seu próprio governo e não sob alguma forma de governo ditatorial.

Dwight D. Eisenhower (para o Associated Press, 1 de Oct.), The Los Angeles Times, 2 de Out. de 1958
Durante a Segunda Guerra Mundial, os Estados Unidos realmente se viam como líder de fato dos Aliados. Depois da guerra, os Estados Unidos, conceberam o termo implicitamente apenas aos grandes países capitalistas, particularmente nações livres anticomunistas. As pessoas em algumas nações não alinhadas com os Estados Unidos viram esta afirmação de liderança como grandiosa e ilegítima.
Embora tenha origem na Guerra Fria, a frase ainda é por vezes utilizada para descrever o presidente dos EUA hoje. A frase também é usada por aqueles que não aprovam a política externa dos Estados Unidos, especificamente como uma crítica ao imperialismo americano.[carece de fontes?]
Termos que implicam um papel de liderança no "mundo livre" mais tarde vieram a ser usados para outras pessoas, lugares ou nações.

### União Europeia
Em 2010, em um discurso no plenário da câmara do Parlamento Europeu, o então vice-presidente dos EUA, Joe Biden, declarou que Bruxelas tinha uma "reivindicação legítima" do título de "capital do mundo livre", normalmente um título reservado a Washington. Ele acrescentou que Bruxelas é uma "grande cidade que possui 1.000 anos de história e serve como capital da Bélgica, a sede da União Europeia e sede da OTAN".

## Outros usos ocidentais
"Mundo Livre" é muitas vezes o nome dado aos grupos envolvidos com o crime, através dos Estados Unidos e do Reino Unido. Foi iniciado pelos seguidores do artista rapper Eminem, e seu filme 8 Mile, que mostrava um grupo apelidado de "Free World" (Mundo Livre), como os antagonistas principais.[carece de fontes?]